# 太田誠一
太田 誠一（おおた せいいち、1945年〈昭和20年〉10月30日 - 2024年〈令和6年〉12月4日）は、日本の政治家、経済学者。位階は従三位、勲章は旭日大綬章。自由民主党所属で衆議院議員（8期）を務め、小渕内閣で総務庁長官、福田康夫改造内閣で農林水産大臣をそれぞれ歴任した。
財務行政に詳しく、大蔵政務次官（竹下改造内閣）、衆議院大蔵委員長、自民党財政部会長などを務めたほか、宏池会会長代行、自民党人権問題調査会会長なども歴任した。

## 来歴・人物

### 生い立ち
福岡県福岡市出身（広島県生まれ）。父は元博多大丸会長の太田清之助。
太田家は、江戸期に遠賀から博多に出て、油屋で財を築いた初代清蔵以来、当主は清蔵を襲名している。祖父の4代清蔵（元第一徴兵保険社長）が実業家として大成した。福岡教育大学附属福岡中学校を卒業後に上京、慶應義塾高等学校へ進学、伯父・櫻内乾雄の家から通学する。毎週土曜に食事に行った伯母の家にいた従姉が福田貴代子であり、貴代子の姉の夫である毎日新聞記者・斎藤明から聞く話に刺激を受け、貴代子と結婚する福田康夫とも面識を持った。

### 数理経済学者
1968年3月に慶應義塾大学経済学部経済学科（数理経済学専攻）卒業後、1973年3月に慶應義塾大学大学院経済学研究科に進学、のちに理論・計量経済学会会長を務める福岡正夫の門下として学ぶ。大学院の二年先輩に宮尾尊弘がいた。1972年の理論計量経済年次大会では最適制御理論を応用した投資行動モデルを発表、1973年3月に博士課程を修了する。
1976年4月には福岡大学経済学部助教授（経済原論担当）に着任。1977年9月にはアメリカ合衆国のブラウン大学の客員助教授に就任する。福岡教育大付属中のクラスメートだった後藤晃に誘われたブラウン大学のH.ライダー教授による「最適成長論」のセミナーで知り合った佐藤隆三が同僚にいた。

### 政治家として

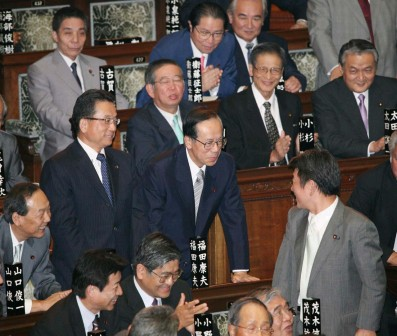
2007年9月25日、衆議院により内閣総理大臣に指名された福田康夫（中央）を他の議員らとともに祝福（一番右の人物）

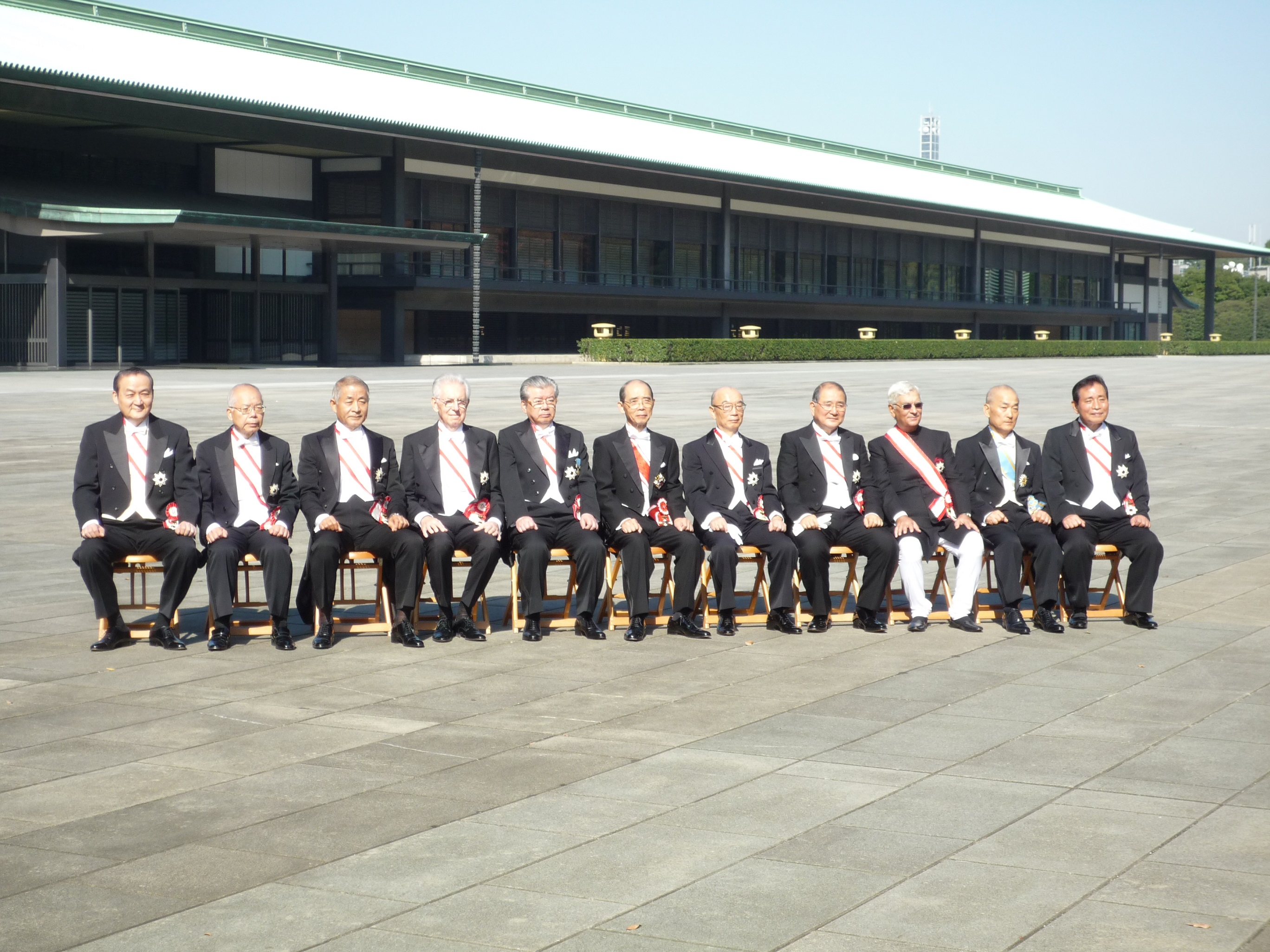
2015年11月5日、大綬章の親授式後の記念写真にて（左端）

大学院時代に伯父・櫻内義雄の選挙を手伝い、政治に興味を持つ。1979年に自由民主党公認で第35回衆議院議員総選挙に出馬したが落選。1980年の第36回衆議院議員総選挙で初当選した。1988年には竹下改造内閣で大蔵政務次官を務めた。1989年8月に行われた総裁選挙では亀井静香・平沼赳夫・園田博之と共に石原慎太郎の推薦人になるも石原は48票しか獲得できず、海部俊樹に敗れた。亀井静香によると、太田はこの時に派閥のしがらみを無視して推薦人があと一人足りずに苦労していた石原慎太郎の推薦人となったが、それまで石原慎太郎とは特に親しい関係ではなかったという 。
1993年7月18日投開票の第40回衆議院議員総選挙後に行われた7月21日の両院議員総会で壇上に総裁の宮澤喜一、幹事長の梶山静六、総務会長の佐藤孝行、政調会長の三塚博がいる前で「（選挙がこのような結果になったのは）宮澤総裁はC級戦犯だと思っている。A級戦犯、B級戦犯の方もいる。その方々には責任を取ってもらいたい」と発言し、宮澤は翌22日に辞任を表明した。1994年に自民党を離党し、新井将敬や柿澤弘治ら7人で自由党を結成。同年4月に首相の細川護熙が辞意を示した際は後任に自民党の渡辺美智雄の擁立を目指したが頓挫。その後、新進党への合流を経て、翌1995年7月に自民党へ復党する。
議員立法により、「株主主権」「株主利益の最大化」「意思決定権の委任」を原則としたコーポレート・ガバナンスに関する商法改正に取り組み、ストックオプションの導入に尽力、監査役機能の充実、株主代表訴訟についての手直しに取り組んだ。
「株主利益の最大化」という原則について、経済界から会社の利害関係者（ステークホルダー）への配慮に欠けるのではないかという議論が起こったことについては、「株主利益の最大化とは短期的なものではなく、長期的にみて株主の利益になるような経営判断は、この原則に反しない」とし、「技術的・社会的・環境的制約が常識的なものであれば、古い数学なら変分法、現在の数学なら最適制御または動学的プログラミングの助けを借りて、長期的な利潤を最大にする生産計画、雇用計画、設備投資計画、資金調達計画など経営計画が確定できる」と、数理経済学者の視点で経済学上の長期的利潤最大化を定義して説明した。
そして、株主利益の最大化以外の、株主以外のステークホルダーに配慮するような経営者に託された企業が生き残っていること自体が、経済社会がパレート最適の状態に至ることを妨げるのであり、利潤最大化を目指さない会社経営者は、非効率な経営によって会社が淘汰される可能性が大きく、従業員や債権者を危険に陥れることと、非効率なまま生き残ることによって経済社会がパレート最適の状態になることを妨げるという二重の大罪を犯すことになると論じた。
1998年の小渕内閣において総務庁長官・中央省庁改革等担当大臣を務めた。法務委員会に長く居たので、当初法務大臣を打診されたが、なぜかいい反応を示さなかったという。内閣官房長官に内定していたために同席していた野中広務が、死刑執行の署名をするのが嫌なのではと思い、行政改革担当の総務庁長官に就任することになったと言う。総務庁長官として、「政治主導の確立」「縦割り行政の弊害を排除」「透明性・自己責任化」「スリム化目標を設定」を掲げ、行政改革に関する17本の法律を制定、情報公開法とパブリックコメント制を導入、独立行政法人の適正性と効率性を掲げ、ディスクロージャー制度の充実に取り組んだ。
2003年の第43回衆議院議員総選挙で民主党の藤田一枝に敗れ落選。直前に発生したスーパーフリー事件に関する「集団レイプする人は、まだ元気があるからいい。まだ正常に近いんじゃないか」などの発言が影響したとされる。2005年の第44回衆議院議員総選挙では藤田を破って当選し、政界へ復帰。
2008年8月に福田改造内閣で農林水産大臣に就任。しかし、事故米不正転売事件により9月19日に辞任した。
2009年8月30日の第45回衆議院議員総選挙では公明党推薦、実践倫理宏正会支持で立候補したが、藤田に再び敗れ落選した。2010年11月の福岡市長選挙では、当選した高島宗一郎の選対責任者を務めた。
2011年2月、政界からの引退を表明した。政治活動での思い出として中央省庁の再編成など国の形を変える行政改革を成し遂げたことをあげた。
2015年11月、秋の叙勲で旭日大綬章を受章した。
2024年12月4日、入院先の東京都内の病院で死去した。79歳没。関係者によれば、亡くなる2か月前ほどから病気療養のため入院していたが、死没当日に容態が急変したという。死没日付をもって従三位に叙された。

## 年表
- 1961年 3月 - 福岡教育大学附属福岡中学校 卒業
- 1964年 3月 - 慶應義塾高等学校 卒業
- 1968年 3月 - 慶應義塾大学経済学部経済学科 卒業
- 1973年 3月 - 慶應義塾大学大学院経済学研究科博士課程 修了
- 1976年 4月 - 福岡大学経済学部 助教授
- 1977年 9月 - 米国ブラウン大学 客員助教授
- 1980年 6月 - 衆議院議員選挙 初当選
- 1988年12月 - 大蔵政務次官
- 1991年 1月 - 衆議院・土地問題等に関する特別委員長
- 1991年11月 - 衆議院・大蔵委員長
- 1993年 1月 - 自民党・財政部会長
- 1994年 4月 - 自民党離党、自由党結党
- 1995年 7月 - 自民党復党
- 1996年11月 - 自民党筆頭副幹事長
- 1998年 7月 - 国務大臣総務庁長官 中央省庁改革等担当大臣、中央省庁等改革推進本部副本部長、青少年対策本部長
- 1999年10月 - 自民党・行政改革推進本部副本部長兼事務局長
- 2000年12月 - 自民党・政治制度改革本部長
- 2001年 5月 - 自民党・行政改革推進本部長
- 2002年 9月 - 自民党・金融再生特別委員長
- 2003年11月 - 第43回衆議院議員総選挙で落選
- 2005年 9月 - 第44回衆議院議員総選挙国政復帰、自民党・党改革実行本部長、地方行政調査会長
- 2006年10月 - 宏池会会長代理に、翌年9月27日、会長代行に就任
- 2007年 2月20日 - 衆議院議員在職25年を迎え衆議院より院議をもって表彰された
- 2007年11月 - 1年ぶりに設置された自民党人権問題等調査会の会長に就任
- 2007年12月、北朝鮮との国交正常化実現を目指す議員連盟、自由民主党朝鮮半島問題小委員会を立ち上げ、副委員長に就任
- 2008年 8月2日 - 福田改造内閣で農林水産大臣に就任
- 2008年 8月 - 事務所費の不適切な計上が発覚。
- 2008年 9月19日 - 事故米事件により農相を引責辞任
- 2009年 1月 - 自民党・予算「見える化」小委員長
- 2009年 5月 - 自民党・「衆議院定数300」議員連盟会長
- 2009年 8月 - 第45回衆議院議員総選挙で落選

## 役職歴

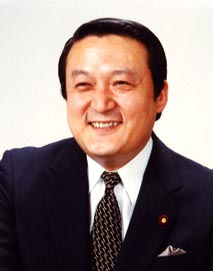
小渕内閣での総務庁長官就任時に公表された肖像（1998年撮影）

### 政府
福田康夫改造内閣
- 農林水産大臣

小渕内閣・小渕第1次改造内閣
- 総務庁長官
- 中央省庁改革等担当大臣

竹下改造内閣
- 大蔵政務次官

### 党職
- 自民党人権問題調査会長
- 自民党党改革実行本部長
- 自民党行政改革推進本部長
- 自民党政治制度改革本部長
- 地方行政調査会長
- 商法小委員長
- 航空対策特別委員長
- 金融再生特別委員長

### 国会
- 衆議院大蔵委員長

### その他
- 全九州私立幼稚園PTA連合会名誉会長
- NOSAI（農業共済）福岡会長
- 福岡県治山林道協会会長
- 福岡県砂防協会会長
- 福岡県ゲートボール協会会長
- 福岡県ハンドボール協会会長
- 福岡県レスリング協会会長
- 九州学生体操連盟会長

## 政策
- 選択的夫婦別姓制度導入に反対[29]。

## 問題発言
- 自民党行革推進本部長として本州四国連絡橋、東京湾アクアライン、関西国際空港を20世紀末の「三大バカ事業」などと述べた[30]。
- 2003年、鹿児島市で行われた九州私立幼稚園研修会の討論会にて、早稲田大学の学生を中心とするアソビ系サークル「スーパーフリー」に参加していた女子大生が集団で暴行されていた事件について、「集団レイプする人は、まだ元気があるからいい。まだ正常に近いんじゃないか」という発言をし世間の大きな非難を浴びた[20]。この発言はBBCなどにも取り上げられる事態となった[31]。この発言が影響し、直後の第43回衆議院議員総選挙で、民主党の藤田一枝に敗れ、落選した。
- 2007年1月13日、福岡市内での「新春の集い」にて、社民党の福島瑞穂を「極左系の弁護士であり、極左が国会議員になり、党の党首になっている」と批判した。これに対し社民党は「テロリストのイメージをあおるような発言は許すことができない。社民党もテロ撲滅に向けて、全力を挙げている」と反論している。太田は挨拶で、新テロ対策特別措置法の成立を踏まえ「国際的テロに対し、西側の一員として戦う決意をはっきりさせたものだ」と強調している[32]。
- 福田改造内閣にて農林水産大臣就任直後の2008年8月10日、NHKの『日曜討論』に出演した際、食の安全対策について問われ「日本国内は心配ないと思っているが、消費者がやかましいから徹底する」と発言し、批判を浴びた。自民党幹事長の麻生太郎は「やかましい」は関西より西で使われる方言で「よく知っている」であるという意味だとの見解を示し、この発言を擁護したが、国立国語研究所のある研究員は、この「やかましい」発言は文脈上「詳しい」と解釈することはできないと指摘したという[33]。
- 三笠フーズによる汚染米流通事件に関して、「（汚染米で造られた）焼酎は製造過程で無害化されることもある」「（検出された農薬は）中国製ギョーザ事件のギョーザに比べて60万分の1の低濃度。人体に影響がないことは自信をもって申し上げられる。だから、あまりじたばた騒いでいない」との見解を示した。
- 2009年3月12日、「自民党政権下であるにもかかわらず、予算案の議決に賛成する与党でなく、反対している野党が大変優遇されている。どこかに不公正さがある」と発言。また「農相時代の私は東京後援会を通じて全部で二千数百万円。それなのに小沢氏はたった1社で二千数百万円だ」と発言した[34]。
- 2009年8月3日、九州電力本社で開かれた激励会において、自分が苦戦している理由として「共産党にさえいられなくなった武装革命派を極左と呼ぶ。セクトに入って暴れたためにマスコミしか採用されなかった人がマスコミの中枢にいるから、戦っている人を私が一生懸命応援し、連動している」などと中傷発言。真意を質した記者に「非公開の場での発言だからコメントしない」と答えた[35]。

## 不祥事
- 2008年8月26日に、政治団体「太田誠一代議士を育てる会」が秘書官の自宅を事務所として届け、2005年・2006年の2年間、事務所費計約550万円を含め、合計約2,340万円の経常経費を計上していたことが発覚した。さらに8月27日、2000～2002年の3年間にも計2,483万円を計上していたことが分かった。2005、2006年分と合わせ、5年間の合計は4,823万円に上る。秘書官宅は普通の民家であったが、「落選中は議員会館が使えず、東京の活動拠点としてやむなく事務所を借りた」と説明している。この秘書宅は池田信夫の自宅の隣の家であり（大家でもある）、池田信夫が自身のブログで『「幽霊事務所」だったことは間違いない。』と記述している[36]。
- 太田が代表を務める自民党支部が、政党交付金から、太田の父親が代表取締役を務める福岡市の九州勧業に、1996年から11年間で家賃およそ3647万円を支払っていたことが明らかになった。太田自身も、2007年から大臣就任直前までこの会社の顧問を務めており、税金である政党交付金から収入を得ていたこととなる[37]。

## 家族・親族

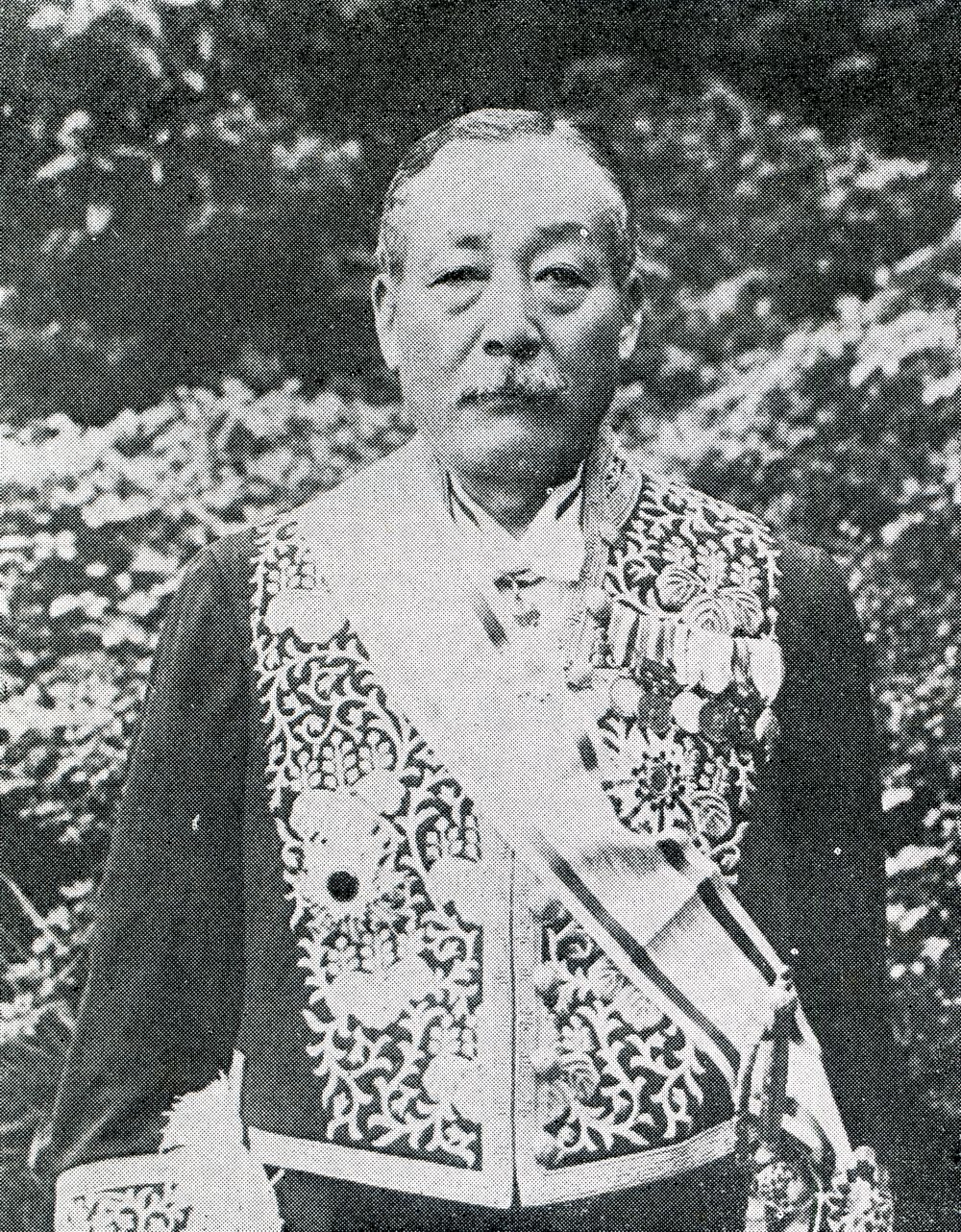
祖父・櫻内幸雄（商工大臣当時）

- 祖父・清蔵 (4代目)（政治家、実業家・元第一徴兵保険社長）
- 父・清之助（実業家・元博多大丸会長）
- 母・俊子（島根県士族櫻内和一郎[38]の孫、実業家・政治家櫻内幸雄（元蔵相・農相・商工相）の三女）
- 義父・亀井光（政治家・元福岡県知事）
- 伯父・櫻内義雄（政治家・元衆議院議長）
- 従兄弟・6代目太田清蔵（実業家・元東邦生命社長）
- 義従弟・桜内文城（政治家・前参議院議員）
- 従姉甥・福田達夫（政治家・衆議院議員）

これ以外にも福田赳夫・福田康夫・越智通雄・越智隆雄・千野志麻・新井章治・吉國一郎・中部幾次郎・中部謙吉などと縁戚関係にある。

## エピソード
- 「全国貸金業政治連盟」（全政連）：消費者金融業界の政治団体から政治献金を受けている[39]。
- 1982年の日本航空350便墜落事故では、太田は本来事故機の1列目に搭乗予定であったが、空港で会った先輩議員に同行するため、同時刻発の全日空便に変更したため難を逃れたという[40]。

## 著書・論文
- あるべき公務員制度改革とは(1)内閣は自らの職権を自覚すべき 時評 49(6) (通号 531),53～58,2007/6(時評社)
- ローマ帝国に学ぶ日本のインフラ政策 IATSS review = 国際交通安全学会誌 30(1),10-22,20050531(ISSN 0386-1104) (国際交通安全学会)（共著）
- 経営への過度の規制・介入は排除すべし--自己資本規制強化は安易な公的資金注入への懸念 (特集 金融審議会報告 新公的資金制度・自己資本比率規制のあり方をどう評価するか) 金融財政事情 54(31) (通号 2564),12～14,2003/8/18(ISSN 1345-3033) (金融財政事情研究会)
- 「選択制」採用が監査役制度を強くする--企業統治関係商法改正法の成立に思う 取締役の法務  (通号 95),4～7,2002/2(商事法務研究会 〔編〕/商事法務研究会)
- 企業統治に関する商法等改正について--太田誠一衆議院議員に聞く 月刊監査役  (通号 455),4～11,2002/2(日本監査役協会)
- 企業統治に関する商法改正法案提出に思う 取締役の法務  (通号 87),4～7,2001/6(商事法務研究会 〔編〕/商事法務研究会)
- 地方公共団体における勤務評定の結果の被評定者への開示について 年報行政研究  (通号 35),132～143,2000/05(ISSN 0548-1570) (日本行政学会 編/ぎょうせい)
- 勤務評定制度の導入・定着・積極的な活用を--各地方公共団体の一層の取組に期待 地方自治  (通号 629),32～41,2000/04(ISSN 0287-8534) (地方自治制度研究会 編/ぎょうせい)
- 「地方公務員の評価システムのあり方に関する調査研究--勤務評定の現状と課題」の概要について 地方公務員月報  (通号 441),20～27,2000/04(ISSN 1343-5086) (総務省自治行政局公務員課 編/〔総務省自治行政局〕)
- 地方公務員制度調査研究会報告と人材育成について (特集 地方自治・新時代の人材育成) 月刊自治フォーラム  (通号 484),6～11,2000/01(ISSN 0916-1767) (地方自治研究資料センター 編/第一法規出版)
- 供給者主権のもとでの調整過程--二階級モデルの場合 福岡大学経済学論叢 20(3),p269～290,1975/11(ISSN 0285-2772) (経済学論叢編集委員会 編/福岡大学研究推進部)
- =LMモデルの動学化 福岡大学経済学論叢 19(4),p717～731,1975/03(ISSN 0285-2772) (経済学論叢編集委員会 編/福岡大学研究推進部)
- 投機及び企業の主観的均衡成長-1- 福岡大学経済学論叢 19(2・3),287～302,1974/11/00(ISSN 0285-2772) (経済学論叢編集委員会 編/福岡大学研究推進部)

## 所属していた団体・議員連盟
- 神道政治連盟国会議員懇談会
- 自由民主党朝鮮半島問題小委員会
- 日韓海底トンネル推進議員連盟
- みんなで靖国神社に参拝する国会議員の会
- 日韓トンネル研究会（顧問）